# غابور توروك
غابور توروك (بالمجرية: Török Gábor)‏ هو مدرب كرة قدم ولاعب كرة قدم مجري في مركز حراسة المرمى، ولد في 30 مايو 1936 في Alsónémedi ‏ في المجر، وتوفي في 4 يناير 2004. لعب مع نادي أويبست.

## وصلات خارجية
- غابور توروك على موقع قاعدة بيانات كرة القدم.إي يو (الإنجليزية)
- غابور توروك على موقع ناشيونال فوتبول تيمز (الإنجليزية)
- غابور توروك على موقع أوليمبيديا (الإنجليزية)